# Promozione 1939-1940
La Promozione 1939-1940 fu il 7º campionato nazionale italiano di rugby a 15 di secondo livello.
Si tenne dal 7 gennaio 1940 al 7 aprile 1940 tra 14 squadre partecipanti, suddivise nella prima fase in 4 gironi su base geografica dalla composizione variabile da tre a quattro squadre.
Dopo un solo anno con fase finale disputata con girone all'italiana, si tornò a disputare una fase di eliminazione diretta con incontri andata-ritorno tra le passanti la fase a gironi per determinare il campione. Quest'ultima sarebbe stata direttamente promossa in Divisione Nazionale 1940-1941, mentre la squadra seconda classificata era ammessa anche quest'anno ad uno spareggio con la penultima di Divisione Nazionale 1939-1940 (rugby a 15) per l'ammissione alla categoria superiore.
Il torneo ha visto prevalere la squadra del GUF Bologna, mentre il secondo posto è stato conquistato dal GIL di Varese che avrebbe poi perso lo spareggio di promozione con il GUF Parma.

## Squadre partecipanti
La composizione dei gironi della prima fase fu la seguente:

### Girone 1
- Cesare Battisti (Genova)
- GIL Varese
- GUF Bologna
- GUF Modena

### Girone 2
- Bassano
- GIL Rovigo
- Padova
- GUF Venezia

### Girone 3
- Avia (Roma)
- GIL Roma
- OND Laboratorio di Precisione (Roma)

### Girone 4
- GUF Catania
- GUF Messina
- GUF Palermo

## Fase a gironi

### Girone A

#### Risultati
| 7 gen. | 1ª/4ª giornata           | 28 gen. |
| ------ | ------------------------ | ------- |
| 0-11   | C.Battisti — GIL Varese  | 11-7    |
| 0-6    | GUF Modena — GUF Bologna | 0-6     |

| 14 gen. | 2ª/5ª giornata           | 4 feb. |
| ------- | ------------------------ | ------ |
| 15-10   | GIL Varese — GUF Modena  | 6-0    |
| 6-6     | GUF Bologna — C.Battisti | 3-0    |

| 21 gen. | 3ª/6ª giornata           | 11 feb. |
| ------- | ------------------------ | ------- |
| 3-9     | GUF Modena — C.Battisti  | 0-17    |
| 3-0     | GIL Varese — GUF Bologna | 0-3     |

#### Classifica
| Pos | Squadra         | G | V | N | P | PF | PS | DP  | Pt |
| --- | --------------- | - | - | - | - | -- | -- | --- | -- |
| 1   | GUF Bologna     | 6 | 4 | 1 | 1 | 24 | 9  | +15 | 9  |
| 2   | GIL Varese      | 6 | 4 | 0 | 2 | 42 | 24 | +18 | 8  |
| 3   | Cesare Battisti | 6 | 3 | 1 | 2 | 43 | 30 | +13 | 7  |
| 4   | GUF Modena      | 6 | 0 | 0 | 6 | 13 | 59 | −46 | 0  |

### Girone B

#### Risultati
| 7 gen. | 1ª/4ª giornata        | 28 gen. |
| ------ | --------------------- | ------- |
| 3-3    | Padova — GIL Rovigo   | n.d.    |
| 3-3    | GUF Venezia — Bassano | 6-8     |

| 14 gen. | 2ª/5ª giornata       | 4 feb. |
| ------- | -------------------- | ------ |
| 3-12    | Bassano — GIL Rovigo | n.d.   |
| 3-12    | GUF Venezia — Padova | 11-3   |

| 21 gen. | 3ª/6ª giornata       | 11 feb. |
| ------- | -------------------- | ------- |
| 8-0     | GIL Rovigo — Venezia | n.d.    |
| 17-0    | Padova — Bassano     | 11-0    |

#### Classifica
| Pos | Squadra     | G | V | N | P | PF | PS | DP  | Pt |
| --- | ----------- | - | - | - | - | -- | -- | --- | -- |
| 1   | Padova      | 5 | 3 | 1 | 1 | 46 | 17 | +29 | 7  |
| 2   | GUF Venezia | 5 | 1 | 1 | 3 | 23 | 34 | −11 | 3  |
| 3   | Bassano     | 5 | 1 | 1 | 3 | 14 | 49 | −35 | 3  |
| 4   | GIL Rovigo  | 3 | 2 | 1 | 0 | 23 | 6  | +17 | 5  |

N.B.: Il GIL Rovigo si ritira dal campionato e vengono considerati validi i soli incontri di andata

### Girone C

#### Risultati
| 7 gen. | 1ª/4ª giornata             | 28 gen. |
| ------ | -------------------------- | ------- |
| 3-17   | GIL Roma — Lab. Precisione | 0-47    |
|        | Riposa: Avia               |         |

| 14 gen. | 2ª/5ª giornata          | 4 feb. |
| ------- | ----------------------- | ------ |
| 62-6    | Avia — GIL Roma         | 6-0    |
|         | Riposa: Lab. Precisione |        |

| 21 gen. | 3ª/6ª giornata         | 11 feb. |
| ------- | ---------------------- | ------- |
| 0-11    | Lab. Precisione — Avia | 6-6     |
|         | Riposa: GIL Roma       |         |

#### Classifica
| Pos | Squadra                   | G | V | N | P | PF | PS  | DP   | Pt |
| --- | ------------------------- | - | - | - | - | -- | --- | ---- | -- |
| 1   | Avia                      | 4 | 3 | 1 | 0 | 85 | 12  | +73  | 7  |
| 2   | Laboratorio di Precisione | 4 | 2 | 1 | 1 | 70 | 20  | +50  | 5  |
| 3   | GIL Roma                  | 4 | 0 | 0 | 4 | 9  | 132 | −123 | 0  |

### Girone D

#### Risultati
| 7 gen. | 1ª/4ª giornata            | 28 gen. |
| ------ | ------------------------- | ------- |
| 13-29  | GUF Messina — GUF Palermo | 3-18    |
|        | Riposa: GUF Catania       |         |

| 14 gen. | 2ª/5ª giornata            | 4 feb. |
| ------- | ------------------------- | ------ |
| 12-3    | GUF Palermo — GUF Catania | 3-3    |
|         | Riposa: GUF Messina       |        |

| 21 gen. | 3ª/6ª giornata            | 11 feb. |
| ------- | ------------------------- | ------- |
| 13-0    | GUF Catania — GUF Messina | 3-6     |
|         | Riposa: GUF Palermo       |         |

#### Classifica
| Pos | Squadra     | G | V | N | P | PF | PS | DP  | Pt |
| --- | ----------- | - | - | - | - | -- | -- | --- | -- |
| 1   | GUF Palermo | 4 | 3 | 1 | 0 | 62 | 22 | +40 | 7  |
| 2   | GUF Catania | 4 | 1 | 1 | 2 | 22 | 21 | +1  | 3  |
| 3   | GUF Messina | 4 | 1 | 0 | 3 | 22 | 63 | −41 | 2  |

N.B.: Il GUF Catania rinuncia a disputare i quarti e al suo posto viene ammesso il GUF Messina.

## Fase a eliminazione diretta

### Quarti di finale[18][19]
| Squadra 1                 | Totale  | Squadra 2   | Andata | Ritorno |
| ------------------------- | ------- | ----------- | ------ | ------- |
| Padova                    | 6 - 12  | GIL Varese  | 3 - 6  | 3 - 6   |
| Laboratorio di Precisione | 13 - 7  | GUF Palermo | 10 - 0 | 3 - 7   |
| GUF Messina               | 11 - 80 | Avia        | 3 - 14 | 8 - 66  |
| GUF Bologna               | 23 - 3  | GUF Venezia | 15 - 0 | 8 - 3   |

### Semifinali[20][21]
| Squadra 1  | Totale  | Squadra 2                 | Andata | Ritorno |
| ---------- | ------- | ------------------------- | ------ | ------- |
| GIL Varese | 9 - 6   | Laboratorio di Precisione | 6 - 3  | 3 - 3   |
| Avia       | 14 - 17 | GUF Bologna               | 8 - 8  | 6 - 9   |

### Finali[22][23]
| Squadra 1  | Totale | Squadra 2   | Andata | Ritorno |
| ---------- | ------ | ----------- | ------ | ------- |
| GIL Varese | 3 - 31 | GUF Bologna | 3 - 13 | 0 - 18  |

## Tabellone finale
|  | Quarti di finale | Quarti di finale | Quarti di finale | Quarti di finale | Quarti di finale |  |  | Semifinali      | Semifinali      | Semifinali  | Semifinali  | Semifinali |    |    | Finale     | Finale     | Finale | Finale | Finale |  |
|  |                  |                  |                  |                  |                  |  |  |                 |                 |             |             |            |    |    |            |            |        |        |        |  |
|  | Padova           | Padova           | 3                | 3                | 6                |  |  |                 |                 |             |             |            |    |    |            |            |        |        |        |  |
|  | GIL Varese       | GIL Varese       | 6                | 6                | 12               |  |  | GIL Varese      | GIL Varese      | 6           | 3           | 9          |    |    |            |            |        |        |        |  |
|  | Lab. Precisione  | Lab. Precisione  | 10               | 3                | 13               |  |  | Lab. Precisione | Lab. Precisione | 3           | 3           | 6          |    |    |            |            |        |        |        |  |
|  | GUF Palermo      | GUF Palermo      | 0                | 7                | 7                |  |  |                 |                 |             |             |            |    |    | GIL Varese | GIL Varese | 3      | 0      | 3      |  |
|  | GUF Messina      | GUF Messina      | 3                | 8                | 11               |  |  |                 |                 | GUF Bologna | GUF Bologna | 13         | 18 | 31 |            |            |        |        |        |  |
|  | Avia             | Avia             | 14               | 66               | 80               |  |  | Avia            | Avia            | 8           | 6           | 14         |    |    |            |            |        |        |        |  |
|  | GUF Bologna      | GUF Bologna      | 15               | 8                | 23               |  |  | GUF Bologna     | GUF Bologna     | 8           | 9           | 17         |    |    |            |            |        |        |        |  |
|  | GUF Venezia      | GUF Venezia      | 0                | 3                | 3                |  |  |                 |                 |             |             |            |    |    |            |            |        |        |        |  |

## Spareggio salvezza-retrocessione
| Milano 21 aprile 1940 | GUF Parma | 9 – 3 | GIL Varese |  |

## Verdetti
- GUF Bologna: campione di Promozione 1939-1940 e promosso in Divisione Nazionale 1940-1941